# Station Bromley North
Bromley North is een spoorwegstation van National Rail in Bromley in het zuidoosten van Groot-Londen, Engeland. Het station is eigendom van Network Rail en wordt beheerd door Southeastern.

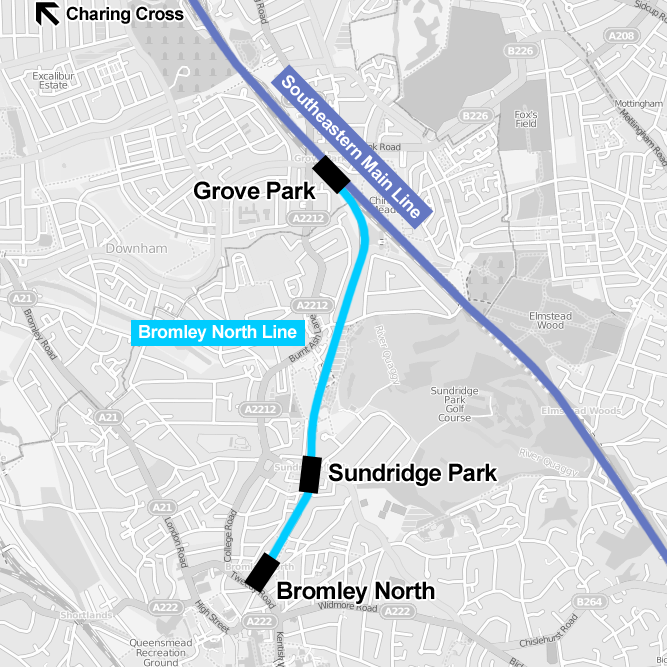
Schets van ligging station Bromley North
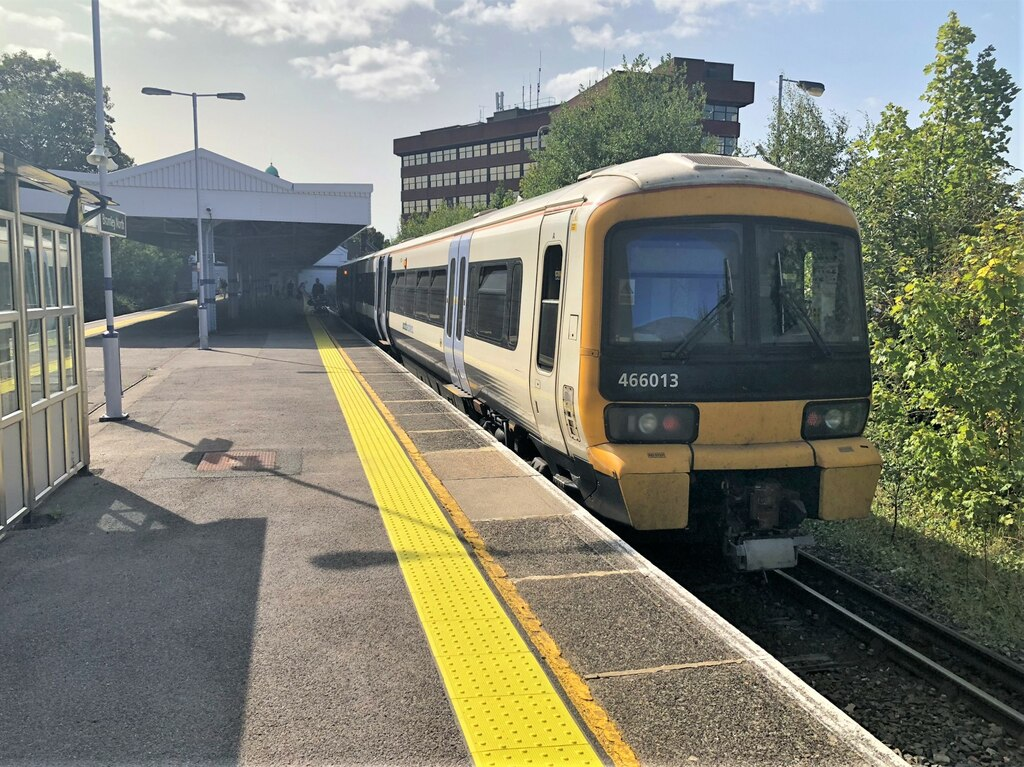
Perron, 2020